# Valentin Vodnik
Valentin Vodnik (Zgornja Šiška, 1758 – Lubiana, 1819) è stato un poeta e religioso sloveno.
Francescano, dal 1797 al 1800 pubblicò Ljubljanske Novice ("Notizie di Lubiana"), il primo giornale sloveno della storia, e nel 1806 la prima raccolta di poesie in lingua slovena, Pesme za pokušino, "Poesie di prova".
Nel 1811, durante il periodo delle Province illiriche, divenne sovrintendente delle scuole elementari e pubblicò alcuni testi scolastici.